# Miederhose

Miederhose

Die Miederhose ist ein figurformendes, elastisches Kleidungsstück, welches als Teil der weiblichen Unterbekleidung getragen wird. Sie formt und stützt Bauch, Gesäß und Hüften, in der langen Form auch die Oberschenkel und führt so zu einer schlankeren und gleichmäßigeren Silhouette.
Die Miederhose ist bereits in den 1930er Jahren als leichtere Alternative zum Hüfthalter oder Korselett entstanden. Erst mit dem Aufkommen der Strumpfhose und der gesellschaftlichen Akzeptanz von Frauenhosen fand sie ab Mitte der 1960er Jahre zunehmende Verbreitung und löste den bis dahin üblichen Hüfthalter weitgehend ab.
Eine Miederhose wird im Gegensatz zum Hüfthalter in der Regel mit einer Strumpfhose oder unter Hosen getragen, bei manchen Ausführungen können jedoch auch Strumpfhalter angebracht werden. Vereinzelt werden Miederhosen auch in Kombination mit einem langen Büstenhalter (Longline-BH) getragen, um wie bei einem Korselett auch die Partie zwischen Taille und Büstenhalter kontrollieren zu können.

## Festigkeit und Funktion

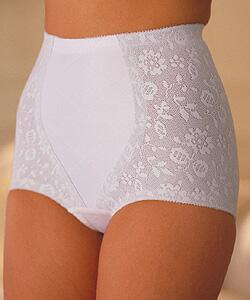
Miederhose mit verstärkter Patte

Eine Miederhose besteht aus mehr oder weniger elastischem, synthetischen Material, in der Regel Elasthan oder Polyamid (Nylon). Sie wird bezüglich ihrer Formkraft (Festigkeit) entweder als leicht, mittel oder stark kontrollierend bezeichnet. Die unterschiedliche Festigkeit von Miederhosen resultiert aus der Stärke, der Elastizität und der Kombination der verwendeten Materialien, wie z. B. der Verwendung doppelter oder dreifacher Lagen. Insbesondere die Bauchpartie ist zur Erhöhung der Funktion häufig durch eine Patte geringerer Elastizität verstärkt oder mehrlagig ausgeführt. Oft hilft ein zusätzliches, breites und festes Taillenband mit Stäbchen das Rutschen oder Einrollen des Bunds beim Sitzen zu verhindern.
Bei besonders stark formenden Miederhosen oder orthopädischen Rückenstützmiedern werden auch biegsame Stäbe zur Versteifung eingearbeitet. Solche Miederhosen lassen sich deshalb häufig mit Hilfe eines Reißverschlusses oder mit Häkchen öffnen, um das An- und Ausziehen zu erleichtern.

## Kurze Form

Feste Miederhose mit kurzen Beinansätzen

Neben der Formkraft unterscheiden sich Miederhosen auch in ihrer Schnittform. Eine kurze Miederhose ist ähnlich einem Slip in der Regel ohne Beinansatz geschnitten, reicht jedoch bis zur Taille, um eine Abflachung des Bauches zu erreichen. Auch das Gesäß wird modelliert, teilweise unterstützt durch spezielle Schnittführung und Materialien unterschiedlicher Dehnbarkeit. Je nach Funktion reichen die Ausführungen vom hochelastischen, nahtlosen Miederslip bis zur mehrfach verstärkten, stark kontrollierenden Miederhose mit hoher Taille. Es gibt auch Ausführungen mit kurzen Beinansätzen, damit die Miederhose sich nicht unter enger Oberbekleidung abzeichnet.

## Lange Form

Lange Miederhose mit Taillenband und Strumpfhalterschlaufen

Lange Miederhosen (auch als Miederhosen mit langem Bein bezeichnet) besitzen einen ausgeprägten Beinansatz und kontrollieren damit zusätzlich auch die Oberschenkel. Die Beinlänge variiert je nach Ausführung von der Mitte des Oberschenkels bis zum Knie. Es gibt sogar Miederhosen, die bis zur Wade oder zum Knöchel reichen. Der Beinabschluss ist häufig mit gummierten Fäden durchwirkt oder mit Gummi kaschiert, um das Hochrutschen während des Tragens zu verhindern. Lange Miederhosen eignen sich daher auch zum Tragen von Nylonstrümpfen, da Strumpfrand und Strumpfhalter durch das lange Bein der Miederhose abgedeckt werden. Dementsprechend folgte auch in den 1950er Jahren die Weiterentwicklung zur kompletten Nylonstrumpfhose mit blickdichtem Miederteil, welche sich etwa Ende der 1990er wieder zurück zu einer eigenständigen Art langer Miederhose, genannt Formhose, entwickelte.

## Größen
Die Größe einer Miederhose wird durch den Umfang der Taille in Zentimetern bestimmt. Handelsübliche Miederhosen sind in der Regel von Größe 70 bis 100 erhältlich, in Abstufungen von 5 cm. Amerikanische, bzw. britische Miederhosengrößen orientieren sich am Taillenumfang in Zoll (Inch), hier reichen die Größen von 28 bis 40, in Abstufungen von zwei Zoll. Der Körperumfang an der Taille wird dabei ohne Mieder gemessen, bei einem Taillenumfang von z. B. 82 cm ergibt sich also die nächstliegende Größe 80.
Die beabsichtigte Reduzierung des Taillenumfangs ist bei den Größen bereits berücksichtigt, es hat daher keinen Sinn, eine stärkere Figurkontrolle durch das Tragen einer zu kleinen Miederhose erreichen zu wollen. Dies führt lediglich dazu, dass der Bund der Miederhose mit zunehmender Tragedauer unangenehm einengt. Ein generell stärker kontrollierendes Modell in der richtigen Größe ist dafür die bessere Lösung. Durch regelmäßiges Tragen tritt zudem mit der Zeit eine gewisse Gewöhnung an die beengende Wirkung ein.

## Gesellschaftliche Bedeutung
Miederhosen (wie auch Hüfthalter und Korseletts) waren lange Zeit ein Produkt der Mode, die eine schlanke, taillenbetonte Silhouette forderte. Durch die Emanzipationsbewegung erhielten Mieder als „Instrument der Unterdrückung“ und der überwiegend von Männern diktierten Mode ein negatives Image. Gerade junge Frauen betrachten die Miederhose (im Gegensatz zum BH) heute als ein nicht mehr zeitgemäßes Kleidungsstück. Auch der Wunsch nach Bequemlichkeit und eine veränderte Mode haben dazu geführt, dass Miederhosen heute nur noch vereinzelt als rein funktionelle Kleidungsstücke, zum Beispiel in der langen Variante zur Vorbeugung von Intertrigo an den Oberschenkelinnenseiten, getragen und praktisch nicht mehr beworben werden.